# Vrba (Gregor Strniša)
Vrba je pesem pesnika Gregorja Strniše. Vključena v zbirko pesmi z naslovom Želod, ki je izšla leta 1972.

## Analiza pesmi

### Zunanjeformalne značilnosti pesmi
Pesem je sestavljena iz petih sklopov ( I, II, III, IV, V). Vsak sklop  ali razdelek je sestavljen iz treh kitic. Vsaka kitica je sestavljena iz štirih verzov ali vrstic.
V prvem sklopu pesmi Vrba imamo pojav rim: umrla - vrba, reki - kletki, šumi - stoji, čarovnija - ubija, neba - pokonča. Imamo tudi primerke asonanc: v drugem verzu druge kitice: »v lastni lepi listni kletki« in pa v zadnjem verzu zadnje kitice: »nikdar nič ne pokonča«.
Kontaktna smer lirskega subjekta je naravnana do »tebe« , ženskega spola in do vrbe. Čas je abstrakten. 

### Notranjeformalne značilnosti pesmi
Lirski subjekt se obrača do ženske osebe, do tako imenovane »tebe«. Pesem se začne s paralelizmom, ki je zgrajen na prav poseben način. Gre seveda tudi za paralelizem na vsebinski ravni - glede besede umrla - umrla, ampak tudi za paralelizem na ravni sklepanja. Tudi to sklepanje je dokaj neobičajno, lahko rečemo, da je paradoksno. Saj pesnik trdi nekaj, kar je v nasprotju z vsakdanjo resničnostjo vedenja o smrti in življenju živih bitij, predmetov, stvari...Lahko rečemo tudi, da je podobno sklepanjem, ki jih delajo otroci. Glasi se namreč takole: »Ti ne boš nikoli umrla,/ ker tudi vrba ne umre.« Lirski subjekt opredeljuje svoje razmerje do bivanjskega vprašanja, v tem primeru vprašanja o smrti in življenju. Vemo namreč, da v stvarnem življenju je stvarem, živalim, človeku... namenjena biološka smrt. Določen individuum premine, ko prenehajo njegove biološke funkcije in določeno drevo na primer umre, ko opazimo, da več ne ozeleni, se veje začno sušiti in podobno. Lirski subjekt pa ne priznava tega biološkega spoznanja človeka, ampak zatrjuje ravno obratno, da »ti ne boš nikoli umrla,/ ker tudi vrba ne umre.« Govora je torej o metafori nesmrtnosti. To stanje konkretizira tretja in četrta vrstica, v katerih lirski subjekt opredeljuje nevidno življenje stvari, predmetov in oseb, ki temelji na človekovi zavesti, njegovem spominu. »Tu nekoč je stala vrba,/ pravi kdo in gre naprej.« V tej vrstici se lirski subjekt obrne do »nekoga«, ki mimobežno omeni, da je na določenem mestu nekoč stala vrba. Njena fizična navzočnost je prenehala, obstaja le še v spominu posameznika. Ta subjektivizem pa s tem preide v objektivno realnost.